# Херцогенаурах
Херцогенаурах (нем. Herzogenaurach) — город в Германии, в земле Бавария.
Подчинён административному округу Средняя Франкония. Входит в состав района Эрланген-Хёхштадт. Население составляет 23 050 человек (на 31 декабря 2010 года). Занимает площадь 47,43 км². Официальный код — 09 5 72 132.
Город подразделяется на 12 городских районов.
План города типичен для малых и средних городов Германии, возникших на торговых путях. Главной осью планировки является центральная улица, на концах которой стоят башни: с запада в сторону Ансбаха — одноимённая башня, с востока — башня, принадлежавшая фамилии Вен, в которой одно время размещалась городская тюрьма.

Главная улица с запада на восток

## История

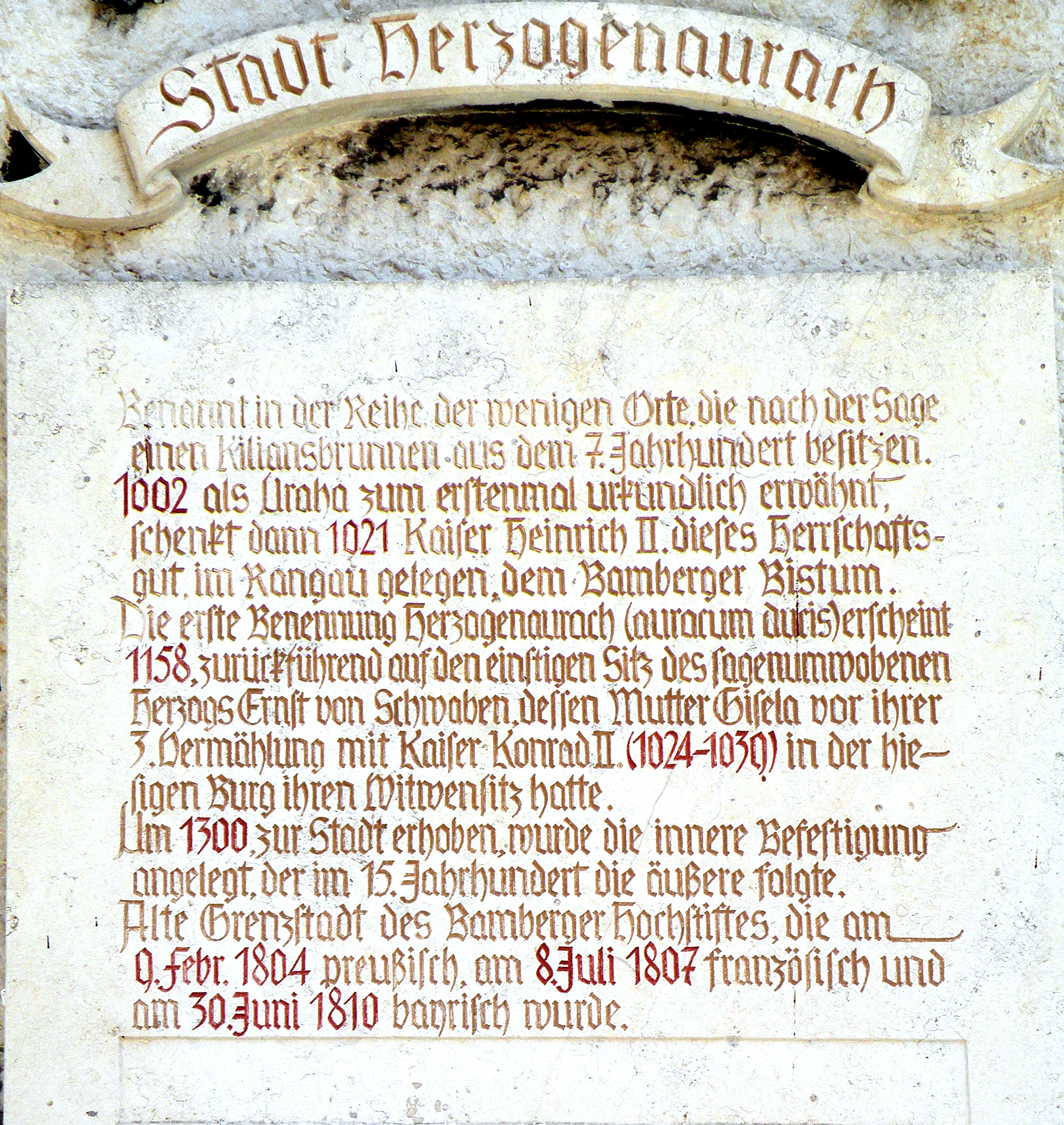
Доска на ратуше

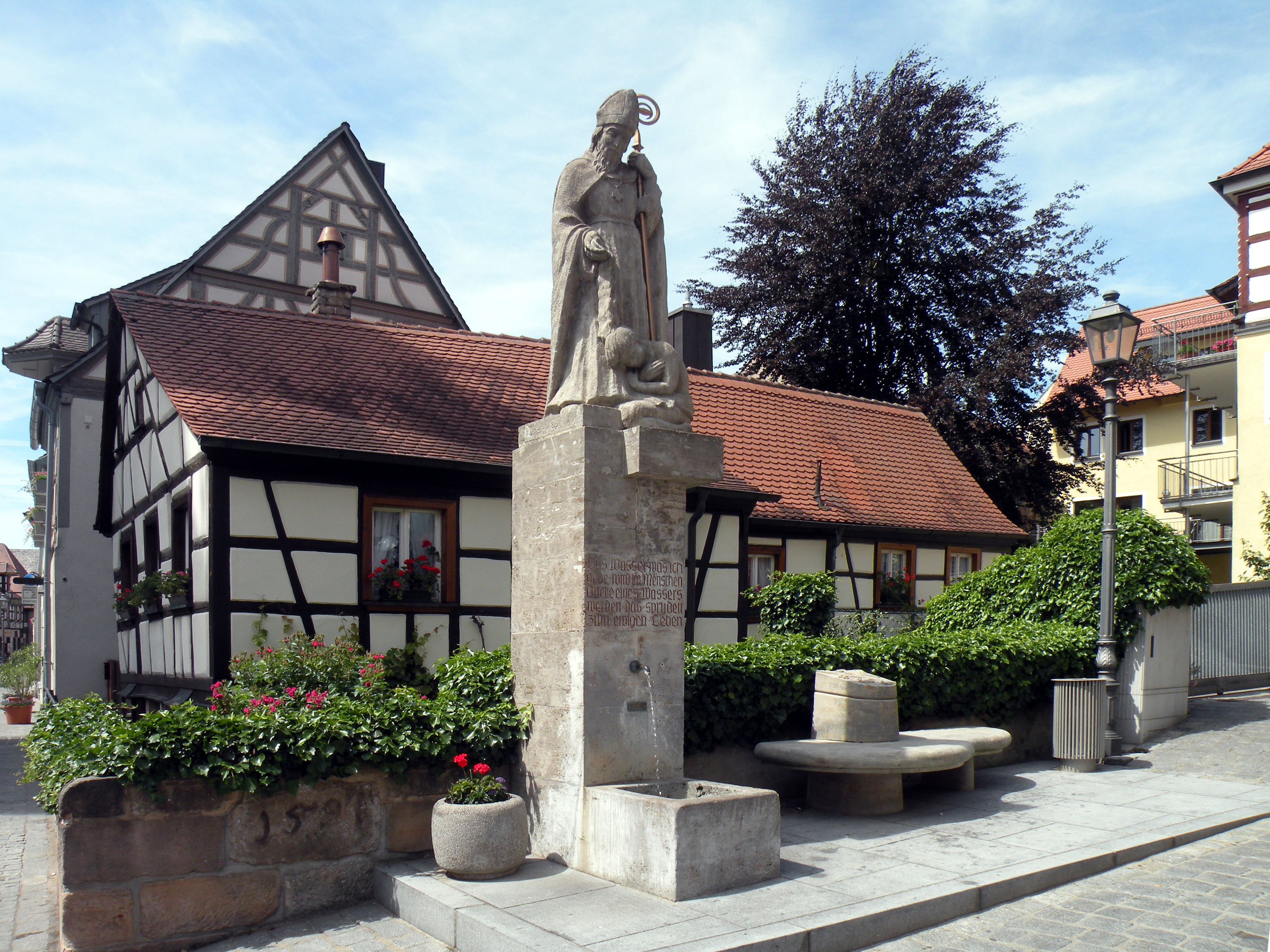
Колодец на месте обряда крещения, совершённого Килианом в 686 году

## Население
По оценке на 31 декабря 2015 года население общины Херцогенаурах составляет 23 095 чел. 

| Дата      | 1840 | 1871 | 1900 | 1925 | 1939 | 1950  | 1961  | 1970  | 1987  | 2011  |
| --------- | ---- | ---- | ---- | ---- | ---- | ----- | ----- | ----- | ----- | ----- |
| Население | 3351 | 3598 | 4431 | 5500 | 6856 | 10142 | 12976 | 15934 | 18451 | 22214 |

| Год       | 1960  | 1970  | 1980  | 1990  | 2000  | 2009  | 2010  | 2011  | 2012  | 2013  | 2014  | 2015  |
| --------- | ----- | ----- | ----- | ----- | ----- | ----- | ----- | ----- | ----- | ----- | ----- | ----- |
| Население | 13077 | 15995 | 16989 | 20464 | 23108 | 22875 | 23050 | 22346 | 22554 | 22918 | 22946 | 23095 |

## Экономика
- В Херцогенаурахе находится штаб-квартира компании Adidas.

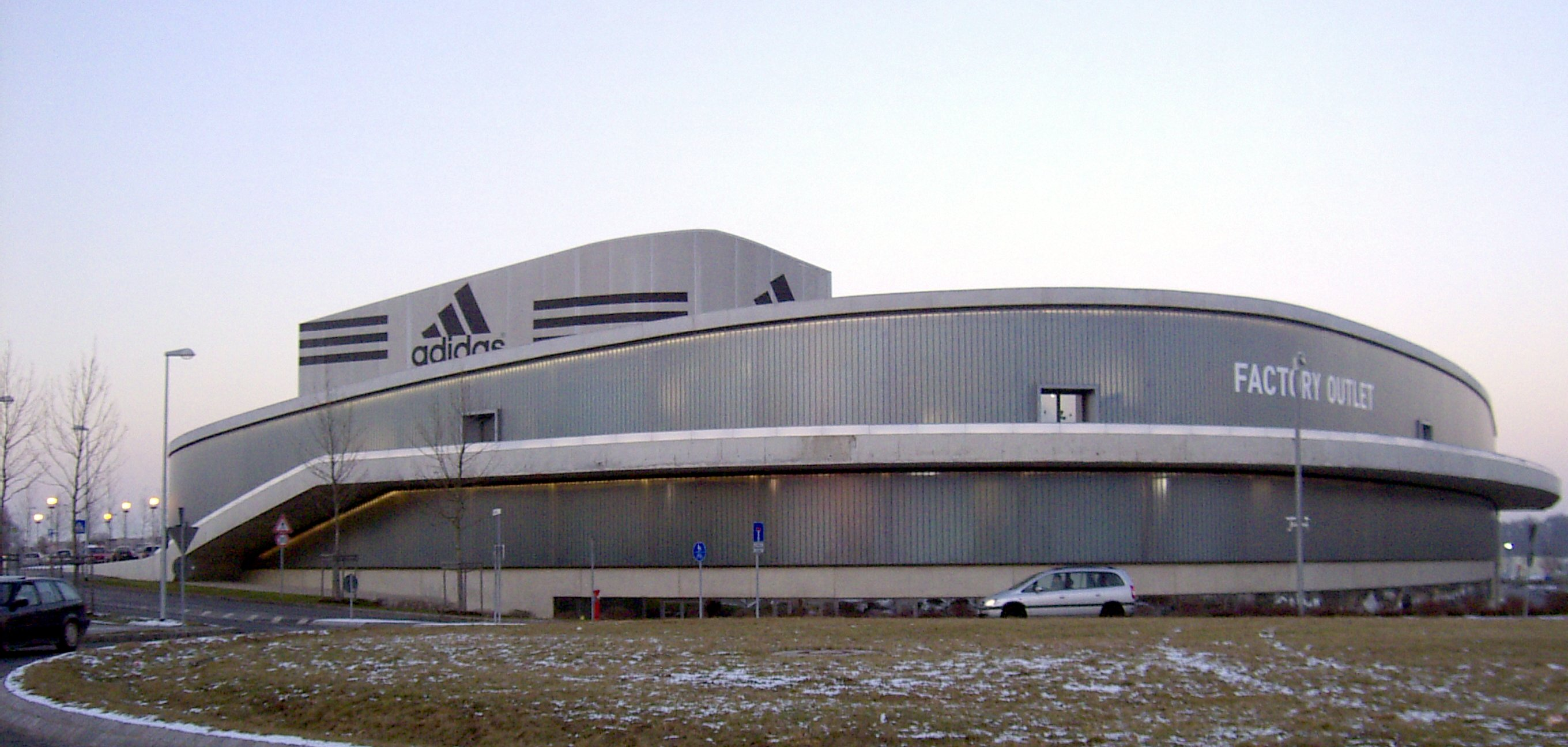
Торговый аутлет-центр (factory outlet) Adidas в Херцогенаурахе

- В Херцогенаурахе находится штаб-квартира компании Puma.
- В Херцогенаурахе находится штаб-квартира промышленной группы Schaeffler AG.

## Знаменитые уроженцы
- Дасслер, Адольф (1900—1978) — немецкий предприниматель, основатель фирмы Adidas, брат Рудольфа Дасслера.
- Дасслер, Рудольф (1898—1974) — немецкий предприниматель, основатель фирмы Puma, брат Адольфа Дасслера.
- Зекендорф, Фейт Людвиг (1626—1692) — немецкий историк.